# Regionální decentralizovaný orgán Pordenone
Regionální decentralizovaný orgán Pordenone (italsky ente di decentramento regionale di Pordenone, zkratka EDR Pordenone) je italský státní úřad ustanovený v roce 2019, který začal fungovat k 1. červenci 2020. Územím své působnosti je totožný s provincií Pordenone, která byla zrušena v roce 2018. EDR Pordenone má obdobná práva a povinnosti, jako mívala stejnojmenná provincie. Pordenone sestává z 50 obcí.